# Zemský okres Hrabství Bentheim
Zemský okres Hrabství Bentheim (německy Landkreis Grafschaft Bentheim) je zemský okres v německé spolkové zemi Dolní Sasko. Sídlem správy zemského okresu je město Nordhorn. Má přibližně 136 tisíc obyvatel. 

## Města a obce
Města:
1. Bad Bentheim
2. Neuenhaus
3. Nordhorn
4. Schüttorf

Obce:
1. Emlichheim
2. Engden
3. Esche
4. Georgsdorf
5. Getelo
6. Gölenkamp
7. Halle
8. Hoogstede
9. Isterberg
10. Itterbeck
11. Laar
12. Lage
13. Ohne
14. Osterwald
15. Quendorf
16. Ringe
17. Samern
18. Uelsen
19. Wielen
20. Wietmarschen
21. Wilsum